# Manuel Ugarte (labdarúgó)
Manuel Ugarte Ribeiro (Montevideo, 2001. április 11. –) uruguayi válogatott labdarúgó, a Manchester United játékosa.

## Pályafutása

### Fénix
Szülővárosa kisebb csapatában a City Parkban kezdett megismerkedni a labdarúgás alapjaival, majd a Fénix utánpótlás csapataihoz csatlakozott. 2016-ban 15 évesen bekerült a Copa Sudamericanára utazó 30 fős keretbe. 2016. december 4-én mutatkozott be Agustín Canobbio cseréjeként a Danubio elleni bajnoki mérkőzésen, amivel ő lett az első 21. századi, aki uruguayi első osztályban pályára lépett 15 évesen és 233 naposan. 2019. március 10-én megszerezte első gólját a Racing Club ellen, majd Juan Ramón Carrasco irányítása idején 18 évesen többször is csapatkapitány volt.

### Famalicão
2020. december 29-én a portugál Famalicão öt évre szerződtette. 2021. január 17-én debütált a bajnokságban a Santa Clara ellen. Február 21-én megszerezte első bajnoki gólját a Rio Ave ellen 1–0-ra megnyert találkozón.

### Sporting CP
2021. augusztus 9-én öt évre írt alá a Sporting csapatához. Augusztus 14-én João Palhinha cseréjeként debütált a Braga ellen. Október 26-án szerezte meg első gólját a volt csapata a Famalicão elleni kupamérkőzésen. December 3-án kezdett először a bajnokságban a Benfica ellen.

### Paris Saint-Germain
2023. július 7-én ötéves szerződést írt alá a Paris Saint-Germain csapatával. Augusztus 21-én a Lorient elleni 0–0-s döntetlen alkalmával mutatkozott be a fővárosi csapatban, a Parc des Princesben. Augusztus végén jelölték a hónap játékosa díjra. Első négy francia bajnokiján 41 labdaszerzést jegyeztek a neve mellé, ami kiugróan jó adatnak számított, ennél többet csak a PSG korábbi középpályása, Thiago Motta ért el, szám szerint 47-et, a 2006–2007-es idény első négy bajnokiján. Augusztusi és szeptemberi teljesítménye alapján a Le Parisien és a L’Équipe is a PSG új sztárjaként aposztrofálta. Az ezt követő időszakban azonban fokozatosan elvesztette kezdőcsapatbeli helyét, a sajtó arról számolt be, hogy nem fér bele a Luis Enrique által elképzelt játékrendszerbe. Az idény hátralévő részében többnyire csereként jutott szóhoz, de így is tevékeny részese volt annak, hohgy a párizsiak bajnoki címet, kupát és Szuperkupát nyertek a szezon során.

### Manchester United
2024. augusztus 27-én a Sky Sports arról számolt be, hogy a PSG megegyezett a Manchester Uniteddel Ugarte klubváltásáról. Az átigazolás augusztus 30-án vált hivatalossá. Ugarte öt évre szóló szerződést írt alá az angol klubbal, amely 50 millió eurót fizetett érte a PSG-nek. 2024. szeptember 14-én mutatkozott be a csapat színeiben, a Southampton elleni bajnokin.

### A válogatottban
Részt vett a 2020-as CONMEBOL-olimpiai selejtezőtornán és Brazília ellen gólt szerzett. 2021. március 5-én bekerült Argentína és Bolívia elleni 2022-es labdarúgó-világbajnokság-selejtező mérkőzés keretébe, de a Covid19-pandémia miatt törölték a mérkőzéseket. Szeptember 5-én mutatkozott be a felnőtt válogatottban Bolívia elleni 2022-es labdarúgó-világbajnokság-selejtező találkozón Matías Vecino cseréjeként. Részt vett a 2022-es labdarúgó-világbajnokságon, de pályára nem lépett.

## Sikerei, díjai

### Klub
- Sporting
  - Portugál ligakupa: 2021–22[33]

- Paris Saint-Germain
  - Francia bajnok: 2023–24[34]
  - Francia kupa: 2023–24[35]
  - Francia szuperkupa: 2023[36]

### Válogatott
- Uruguay U23
  - CONMEBOL-olimpiai selejtezőtorna: 2020